# Registro Estatal de Aguas de Rusia
El Registro Estatal de Aguas (del ruso: Государственный водный реестр) es un registro sistematizado de información documental sobre los cuerpos de agua propiedad de la Federación Rusa, sujetos federales de Rusia, municipios, individuos o empresas; sobre su uso, cuenca hidrográfica y distritos de cuenca.
Fue creado por decisión del Gobierno de la Federación de Rusia nº253 del 28 de abril de 2007. La información está disponible para el público general, a menos que se trate de información clasificada. 
El registro tiene tres partes:
- Cuerpos de agua y recursos acuáticos, así como información sobre las cuencas de los ríos, su distrito de cuenca y otros cuerpos de agua situados en la cuenca hidrográfica.
- Uso del agua.
- Infraestructuras sobre los cuerpos de agua, con información sobre los sistemas de aprovechamiento del agua e ingeniería hidroeléctrica y otras estructuras situadas sobre los cuerpos de agua.